# Quỳnh Kool
Nguyễn Thị Quỳnh (sinh ngày 26 tháng 7 năm 1995), thường được biết đến với nghệ danh Quỳnh Kool, là một nữ diễn viên kiêm người mẫu người Việt Nam. Cô được biết đến nhiều nhất với vai trò thành viên của nhóm hài Kem Xôi TV và sau đó là các vai diễn chính trong các bộ phim truyền hình Đừng bắt em phải quên, Hướng dương ngược nắng và Hãy nói lời yêu.
Vào năm 2020, cô đã lọt vào đề cử hạng mục "Nữ diễn viên ấn tượng" của giải Ấn tượng VTV.

## Tiểu sử
Quỳnh Kool, tên khai sinh là Nguyễn Thị Quỳnh, sinh ngày 26 tháng 7 năm 1995 ở Nam Hưng, Tiền Hải, Thái Bình. Từ khi còn nhỏ, cô đã có niềm đam mê với diễn xuất và theo học tại Trường Đại học Sân khấu - Điện ảnh Hà Nội. Sau đó do bố cô bất ngờ phá sản nên bản thân cô sớm phải đi làm người mẫu ảnh để kiếm tiền trả nợ cho gia đình. Quỳnh Kool chính thức ra mắt lần đầu trong video âm nhạc năm 2014 "Vợ người ta" của Phan Mạnh Quỳnh. Vào năm 2015, cô tham gia với tư cách là thành viên của nhóm hài Kem Xôi TV và đóng quảng cáo cũng như đại diện thương hiệu cho một số công ty khác nhau.
Vai diễn đáng chú ý đầu tiên của Quỳnh Kool là vai Quế ở bộ phim truyền hình dài 30 tập Đi qua mùa hạ. Sau đó cô xuất hiện với vai Đào trong Quỳnh búp bê và loạt phim truyền hình hài tình huống Mẹ ơi, bố đâu rồi? Cô ngoài ra còn diễn vai chính trong vở kịch Quẫn của NSƯT Trần Lực. Năm 2020, cô đã đóng vai chính lần lượt trong ba bộ phim truyền hình là Đừng bắt em phải quên, Nhà trọ Balanha và Hướng dương ngược nắng. Cũng trong năm 2021, cô góp mặt vào vai diễn chính trong bộ phim Hãy nói lời yêu,tái hợp với Công Dương. Vào năm 2020, Quỳnh Kool đã lọt vào danh sách đề cử ở hạng mục Nữ diễn viên ấn tượng của giải Ấn tượng VTV. Năm 2022, cô góp mặt vào vai diễn Vy trong bộ phim Anh có phải đàn ông không, đóng cặp cùng Nhan Phúc Vinh. Sau Anh có phải đàn ông không, cô góp mặt vào vai diễn Sơn Ca trong bộ phim Gara hạnh phúc, đóng cặp với Bảo Anh và Bình An.
Sau bộ phim Gara hạnh phúc, cô góp mặt vào vai diễn Hạnh trong bộ phim Đừng làm mẹ cáu, tái hợp với Nhan Phúc Vinh. Bộ phim đã mang về cho cô giải Cánh diều Vàng năm 2023 hạng mục Nữ diễn viên chính xuất sắc phim truyện truyền hình.
Năm 2024, cô tái xuất màn ảnh nhỏ với bộ phim Hà Nội trong mắt em, phần 2 của series Vì tình yêu Hà Nội do Đài Hà Nội sản xuất, đóng cặp với Huỳnh Anh. Cô vào vai Hồng Hà, một nữ kiến trúc sư và là giám đốc điều hành công ty do chính cô dựng nên.

## Danh sách phim

### Kịch
| Năm  | Vở kịch                  | Vai diễn | Tham khảo     |
| ---- | ------------------------ | -------- | ------------- |
| 2017 | Quẫn                     | TBA      | [ 10 ] [ 15 ] |
| 2020 | Con đường phía trước     | Thủy     |               |
| 2021 | Cuộc chiến không cân sức | Thục     | [ 16 ]        |

### Truyền hình
| Năm  | Phim                       | Vai diễn                    | Đạo diễn        | Kênh phát sóng | Tham khảo |
| ---- | -------------------------- | --------------------------- | --------------- | -------------- | --------- |
| 2015 | Lời ru mùa đông            | Hoa                         | Mai Hồng Phong  | VTV1           | [ 15 ]    |
| 2017 | Đi qua mùa hạ              | Quế                         | Bùi Quốc Việt   | VTV3           | [ 15 ]    |
| 2018 | Tình khúc bạch dương       | Trang                       | Vũ Trường Khoa  | VTV1           | [ 15 ]    |
| 2018 | Quỳnh búp bê               | Đào                         | Mai Hồng Phong  | VTV1, VTV3     | [ 15 ]    |
| 2018 | Mẹ ơi, bố đâu rồi?         | Ly                          | Bùi Tiến Huy    | VTV3           | [ 15 ]    |
| 2019 | Nàng dâu order             | Nguyệt Anh                  | Bùi Quốc Việt   | VTV3           | [ 15 ]    |
| 2020 | Đừng bắt em phải quên      | Ngọc                        | Vũ Minh Trí     | VTV1/VTV3      | [ 15 ]    |
| 2020 | Nhà trọ Balanha            | Thiên Nhi                   | Nguyễn Khải Anh | VTV3           | [ 15 ]    |
| 2020 | Hướng dương ngược nắng     | Minh Ngọc                   | Vũ Trường Khoa  | VTV3           | [ 15 ]    |
| 2021 | Hãy nói lời yêu            | Hoàng My                    | Bùi Quốc Việt   | VTV3           | [ 15 ]    |
| 2022 | Anh có phải đàn ông không  | Vy                          | Trịnh Lê Phong  | VTV3           | [ 17 ]    |
| 2022 | Gara hạnh phúc             | Sơn Ca                      | Bùi Quốc Việt   | VTV3           |           |
| 2022 | Đừng làm mẹ cáu            | Hạnh                        | Vũ Minh Trí     | VTV3           |           |
| 2023 | Chúng ta của 8 năm sau     | Nguyệt (lúc lớn)            | Bùi Tiến Huy    | VTV3           |           |
| 2024 | Hà Nội trong mắt em        | Hồng Hà                     | Tôn Nguyễn      | Hà Nội         | [ 18 ]    |
| 2025 | Gió ngang khoảng trời xanh | Nguyễn Hoàng Lam / Trúc Lam | Lê Đỗ Ngọc Linh | VTV3           |           |

### Phim ngắn
| Năm  | Phim       | Vai diễn | Đạo diễn | Tham khảo            |
| ---- | ---------- | -------- | -------- | -------------------- |
| 2020 | À La Carte | Ngân     | Jay Đỗ   | [ 19 ] [ 20 ] [ 21 ] |

### Chương trình chiếu mạng
| Năm  | Chương trình          | Tham khảo     |
| ---- | --------------------- | ------------- |
| 2015 | Kem Xôi               | [ 22 ]        |
| 2016 | Goal bóng đá muôn năm |               |
| 2018 | Họ Lý tên Thông       | [ 23 ] [ 24 ] |
| 2021 | Khát vọng tuổi trẻ    | [ 25 ]        |

### Chương trình truyền hình
| Năm  | Chương trình                             | Vai trò    | Tham khảo |
| ---- | ---------------------------------------- | ---------- | --------- |
| 2019 | Gặp nhau Đông Tây                        | Khách mời  | [ 26 ]    |
| 2019 | Không giới hạn - Sasuke Việt Nam (mùa 5) | Khách mời  | [ 27 ]    |
| 2020 | Bữa trưa vui vẻ                          | Khách mời  | [ 28 ]    |
| 2020 | Chiến sĩ 2020                            | Khách mời  | [ 29 ]    |
| 2021 | Hãy yêu nhau đi                          | Khách mời  | [ 30 ]    |
| 2022 | Tiền khéo tiền khôn (mùa 5)              | Người chơi |           |
| 2025 | Đẹp +84                                  | Trưởng toa |           |

### Video âm nhạc
| Năm  | Bài hát                        | Tác giả                | Tham khảo |
| ---- | ------------------------------ | ---------------------- | --------- |
| 2013 | "Mong em luôn mỉm cười"        | Khánh Phương           |           |
| 2014 | "Vợ người ta"                  | Phan Mạnh Quỳnh        | [ 7 ]     |
| 2015 | "Phải làm sao đây"             | Du Thiên               |           |
| 2015 | "Quên anh nhé"                 | Dương Thiên Minh       |           |
| 2015 | "Em là tất cả trong anh"       | Dương Thiên Minh       |           |
| 2018 | "Không phải em đúng không?"    | Dương Hoàng Yến        | [ 31 ]    |
| 2019 | "Còn gì đau hơn chữ đã từng"   | RIN9                   |           |
| 2019 | "Sau sáu rưỡi"                 | Trung Ruồi, Thương Cin |           |
| 2019 | "Đội đặc nhiệm 12A1"           | Đỗ Duy Nam             |           |
| 2019 | "Tình cũ bao giờ cũng tốt hơn" | Dương Hoàng Yến        | [ 32 ]    |
| 2021 | "Đừng tin vào lời nói dối"     | Jin Sang, Khánh Phương |           |

## Giải thưởng và đề cử
| Năm  | Giải thưởng    | Hạng mục                                     | Tác phẩm              | Kết quả   | Tham khảo     |
| ---- | -------------- | -------------------------------------------- | --------------------- | --------- | ------------- |
| 2020 | Ấn tượng VTV   | Nữ diễn viên ấn tượng                        | Đừng bắt em phải quên | Đề cử     | [ 13 ]        |
| 2022 | Ấn tượng VTV   | Nữ diễn viên ấn tượng                        | Gara hạnh phúc        | Đề cử     | [ 33 ]        |
| 2023 | Cánh Diều Vàng | Nữ diễn viên chính xuất sắc phim truyền hình | Đừng làm mẹ cáu       | Đoạt giải | [ 34 ] [ 35 ] |
| 2023 | Ấn tượng VTV   | Nữ diễn viên ấn tượng                        | Đừng làm mẹ cáu       | Đề cử     |               |